# 祁布朗
祁布朗（Keith James Brown，1961年12月20日—）是一位苏格兰政治人物，自2018年起担任苏格兰民族党副领袖，并自2021年起担任司法和退伍军人事务大臣。他是前皇家海军陆战队突击队员，並自2007年起代表選區奧克爾成為苏格兰议会議員，並於2011年起代表選區克拉克曼南郡和鄧布蘭。
祁布朗出生于蘇格蘭爱丁堡，曾於英國皇家海军陆战队服役，並參與過马岛战争。离开后，他毕业于邓迪大学，并在加拿大留学。他被选入克拉克曼南郡議會，代表阿尔瓦選區，后来成为蘇格蘭民族黨的组长。隨後，他自該黨於2003年大选中获胜后担任理事會主席。他在2007年苏格兰选举中被选为代表奧克爾的蘇格蘭議會議員。他于2009年至 2010年担任学校和技能部长，并於2010年至2011年担任运输和基础设施部长。 祁布朗在2011年的選舉中再次當選蘇格蘭議會議員，但是次代表的則為新選區克拉克曼南郡和鄧布蘭。他被任命为住房和交通部长，并于2012年将退伍军人事务劃入至其職責範圍當中。
在2014年未能赢得蘇格蘭民族黨副領袖一職后，他于2014年至2016年被妮古拉·斯特金任命为基礎設施、投資和城市內閣秘書。他於2016年再次當選，並於2016年至2018年期間被任命為經濟、就業和公平工作內閣秘書。2018年，祁布朗當選成為蘇格蘭副領導人，並離開政府以專注於他的新職位。他於2021年蘇格蘭議會選舉後，再次被任命为苏格兰内阁司法和退伍军人事务大臣。